# Alexandre Lindenmeyer
Alexandre Duarte Lindenmeyer (Rio Grande, 23 de dezembro de 1963) é um advogado e político brasileiro, filiado ao Partido dos Trabalhadores (PT), que, atualmente, é Deputado Federal pelo Rio Grande do Sul, sendo o 2º Vice-Presidente da Comissão de Trabalho da Câmara dos Deputados.
Entre 2011-2013, foi Deputado Estadual e, posteriormente, por dois mandatos, Prefeito de Rio Grande.
É bacharel em Direito, formado pela Universidade Federal do Rio Grande (FURG).
Em 2000, concorreu ao cargo de prefeito do Município de Rio Grande, obtendo pouco mais de 28 mil votos, o equivalente a 27,39% dos votos válidos, tendo sido derrotado por Fábio Branco, que recebeu cerca de 51 mil votos, ou seja, 50,4% dos votos válidos.
Foi presidente do Sport Club Rio Grande em dois mandatos, 2007-2008 e 2009-2010.
Em 2008, elegeu-se vereador em Rio Grande com 6.927 votos. Em 2010, solicitou ao então Ministro dos Transportes, Paulo Sérgio Passos, a destinação de recursos para a realização de estudo de viabilidade econômica para a reativação do transporte ferroviário entre Pelotas e Rio Grande.
Em 2010, foi eleito deputado estadual pelo Partido dos Trabalhadores com 38.740 votos, cargo para o qual tomou posse em 31 de janeiro de 2011, e em razão do qual renunciou ao de vereador dias antes. Compôs, assim, a 53ª Legislatura.
Na Assembleia gaúcha, defendeu o desenvolvimento do esporte e do lazer como formas de inclusão social e combate à drogadição.

Também representou os interesses da sua base eleitoral, Rio Grande, ao defender o Polo Naval, através da continuidade dos investimentos na sua infraestrutura, a fim de torná-lo ainda mais relevante para os interesses da Petrobrás, o que favorece o desenvolvimento da economia local e a projeção do Município na dinâmica da economia gaúcha.
“Em declínio desde a década de 1970, a economia do Rio Grande e da região ganhou um sopro de vida com o incremento da indústria naval. O município emergiu da estagnação para ocupar o quarto lugar no ranking do PIB gaúcho e, até o final desta década, deve chegar à segunda posição”.
Por isso, também sugeriu, na Assembleia, a criação da Subcomissão para tratar do Polo Naval em Rio Grande, subordinada à Comissão de Economia e Desenvolvimento Sustentável.
Além disso, Alexandre propôs, por meio do Projeto de Lei nº 70 de 2011, a instituição da Semana Estadual do Autismo, o qual foi aprovado e, finalmente, sancionado em setembro de 2011. O objetivo é difundir conhecimentos sobre o autismo e definir políticas públicas para diagnóstico, tratamento, educação e inclusão social da pessoa com autismo e seus familiares.
Foi membro titular da Comissão de Educação, Cultura, Desporte, Ciência e Tecnologia, assim como da Comissão de Economia e Desenvolvimento Sustentável. Além de titular, também foi Presidente da Comissão de Ética Parlamentar e da Comissão Mista Permanente do Mercosul e Assuntos Internacionais.
Em 7 de outubro de 2012, foi eleito prefeito de Rio Grande, ao lado de Eduardo Lawson, seu vice-prefeito, com 59.543 votos, representando 51,05% dos votos válidos, derrotando o ex-prefeito Fábio Branco, que recebeu 49.919 votos (42,80%). Renunciou, por isso, ao mandato de deputado estadual.
Nas eleições municipais de 2016, dessa vez tendo Paulo Renato Gomes, o Renatinho, como vice, foi reeleito com pouco mais de 58 mil votos, 52,19% dos votos válidos, seguido por Thiaguinho, do PMDB, que recebeu 24.051 votos (21,60%).
Em 2022, foi eleito deputado federal pelo estado do Rio Grande do Sul, recebendo 93.768 votos (1,52%).